# Orhangazi
Orhangazi es una ciudad y un distrito de Turquía, en la provincia de Bursa. El nombre anterior era Pazarköy. Fue fundada por Orhan I, de la dinastía otomana, en el año 1362. La ciudad fue incendiada por el ejército griego en 1921 y más tarde fue reconstruida.
- Datos: Q1012836
- Multimedia: Orhangazi / Q1012836